# 阿戈斯蒂諾·卡米利亞諾
阿戈斯蒂諾·卡米利亞諾（義大利語：Agostino Camigliano；1994年7月11日—）是一位意大利足球運動員。在場上的位置是中後衛。他現在效力於意大利足球甲級聯賽球隊烏迪内斯足球俱樂部。